# جبخانة محمد علي

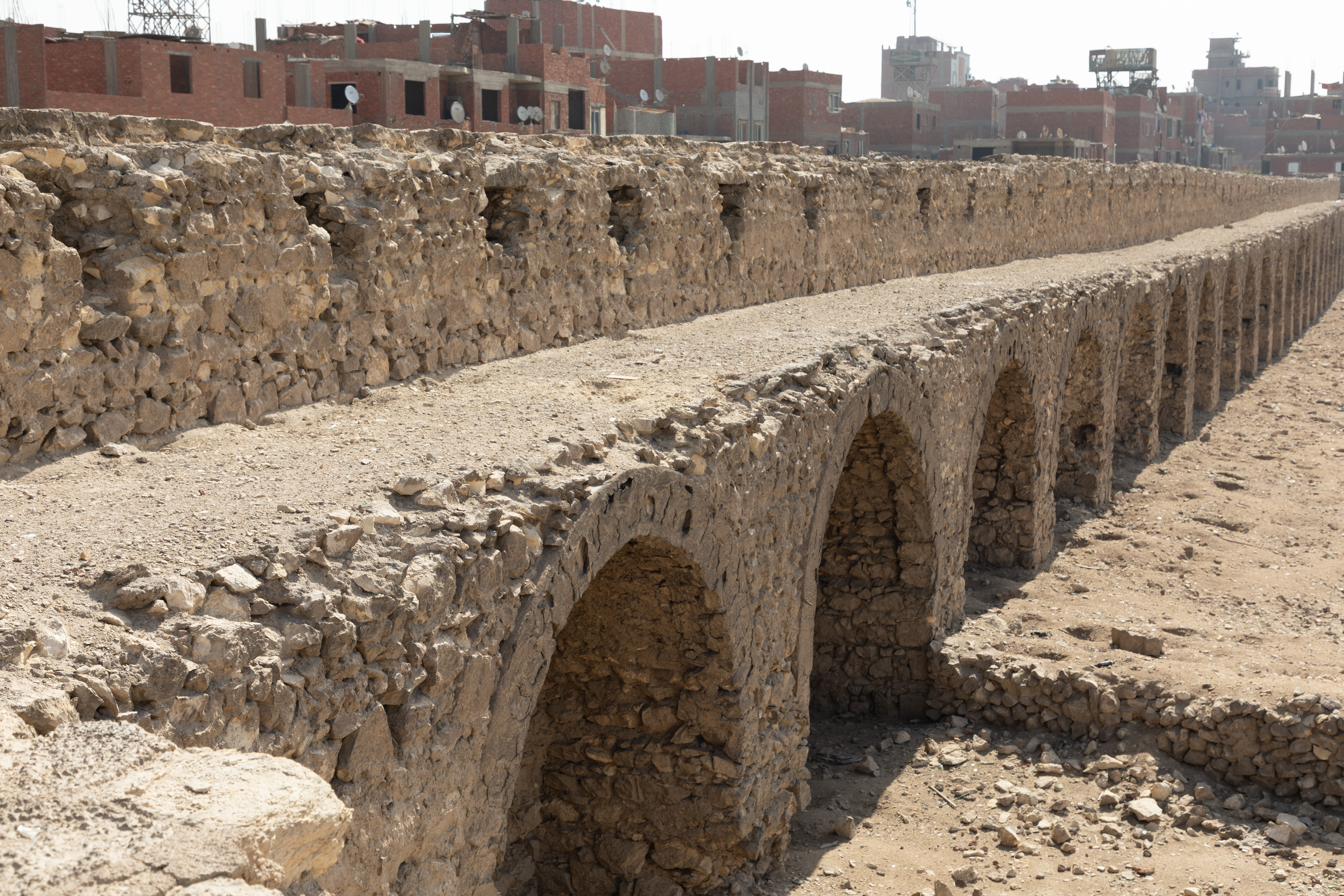

جبخانة محمد علي وتسمى محليا الجبَخانة موقعها في «عزبة خير الله» بمنطقة الجبل في حي مصر القديمة (مصر العتيقة) القاهري، قريبا من الطريق الدائري.

## التاريخ
أنشئت سنة 1829م مخزنا للذخيرة من الكبريت وملح البارود والبارود إلخ، بعد أن تكررت اشتعال الحريق في المخزن الأصلي الذي كان بالقلعة وذلك سنة 1819م ثم 1823م. وكانت منطقة صحراوية بعيدة عن العمران آنذاك.

## الوصف
محوطة بسور خارجي، فيتواجد بالمكان بعض الغرف خارج مبنى الجبخانة، تتصل ببعضها عن طريق ممر منخفض عن سطح الأرض.
ويبلغ طول هذا الأثر حوالي 180 م، وعرضه حوالي 115 م، ويتوسطه فناء واسع.

## التبريد
بها آبار ماء التبريد لتقليل درجة حرارة المكان، وصممت النوافذ والغرف لمنع نفوذ حرارة الشمس مع نفوذ الضوء الكافي، وذلك لتجنب اشتعال بارود المخزن، وكانت الآبار عبارة عن ممرات تحت الأرض اسمها (صهريج) ممتلئة بالمياه.

## حديثا
تعتبر من آثار القاهرة الإسلامية المهملة.
- قام المخرج يوسف شاهين باختيار هذا المكان، لتصوير بعض مشاهد فيلم الناصر صلاح الدين، وأيضًا فيلم عنترة بن شداد.
- زار زاهي حواس وزير الآثار الأسبق الجبخانة سنة 2009م لوضع خطة لتطوير المكان وترميمه.